# Apseudomorpha magdalenensis
Apseudomorpha magdalenensis är en kräftdjursart som först beskrevs av Menzies 1953.  Apseudomorpha magdalenensis ingår i släktet Apseudomorpha och familjen Metapseudidae. Inga underarter finns listade i Catalogue of Life.